# Luces de neón (serie de televisión)
Luces de neón (título original en inglés: Neon) es una serie de televisión estadounidense creada por Shea Serrano y Max Searle para la plataforma Netflix. Sigue la historia de tres amigos que se mudan a la ciudad de Miami para iniciar una carrera en el mundo del reguetón y está protagonizada por Tyler Dean Flores, Emma Ferreira, Jordan Mendoza y Courtney Taylor. Fue estrenada el 19 de octubre de 2023.

## Reparto
- Tyler Dean Flores es Santi
- Emma Ferreira es Vanessa
- Jordan Mendoza es Felix
- Courtney Taylor es Mia
- Génesis Rodríguez es Isa[1]
- Jhayco es Javier[3]
- Santiago Cabrera es el jefe de Mia[3]
- Alycia Pascual-Peña es Celeste[3]
- Jordana Brewster es Gina[4]
- Daddy Yankee, Scooter Braun, Ken-Y, Jon Z, Villano Antillano y Jota Rosa como ellos mismos[3]

## Episodios
| N.º | Título            | Dirigido por        | Escrito por                         | Fecha de emisión      |
| --- | ----------------- | ------------------- | ----------------------------------- | --------------------- |
| 1   | "The Dream"       | Oz Rodriguez        | Shea Serrano & Max Searle           | 19 de octubre de 2023 |
| 2   | "Opening Up"      | Eli Gonda           | Max Searle                          | 19 de octubre de 2023 |
| 3   | "Forbidden Fruta" | Eli Gonda           | Demi Adejuyigbe                     | 19 de octubre de 2023 |
| 4   | "Art Basel"       | Eli Gonda           | Brianna Porter & Christopher Eddins | 19 de octubre de 2023 |
| 5   | "Corillo"         | Kimberly McCullough | Wally Baram                         | 19 de octubre de 2023 |
| 6   | "Isanti"          | Steven Canals       | Raina Morris                        | 19 de octubre de 2023 |
| 7   | "New Management"  | Kimberly McCullough | Adriana Caballero                   | 19 de octubre de 2023 |
| 8   | "The Reality"     | Steven Canals       | Jordan Mendoza                      | 19 de octubre de 2023 |